# Chōjin-Kōkōseitachi wa Isekai demo Yoyu de Ikinuku Yōdesu!
Chōjin-Kōkōseitachi wa Isekai demo Yoyu de Ikinuku Yōdesu! (超人高校生たちは異世界でも余裕で生き抜くようです!?) es una serie de novelas ligeras japonesas escritas por Riku Misora e ilustradas por Sacraneco. SB Creative publicó diez volúmenes entre 2015 y 2020 bajo su sello GA Bunko. 
Una adaptación a manga con arte de Kōtarō Yamada se serializó en la revista de manga seinen Young Gangan de Square Enix desde mayo de 2016 hasta octubre de 2021. Se ha recopilado en trece volúmenes de tankōbon. Tanto la novela ligera como el manga tienen licencia en Norteamérica de Yen Press. Una adaptación de la serie de televisión de anime del Project No.9 se emitió del 3 de octubre al 19 de diciembre de 2019.

## Sinopsis
La serie gira en torno a siete estudiantes de secundaria reconocidos internacionalmente por sus habilidades excepcionales. Entre ellos se incluyen el primer ministro Tsukasa Mikogami, el genio inventor Ringo Ohoshi, el ex ninja y periodista Shinobu Sarutobi, el médico de renombre mundial Keine Kanzaki, la espadachina Aoi Ichijo, el hábil mago Príncipe Akatsuki y el multimillonario Masato Sanada. Un día, sobreviven a un accidente aéreo y se encuentran en un mundo de fantasía medieval llamado Freyjagard.
En este mundo, dos razas humanas viven una al lado de la otra en una especie de sociedad feudal: los Byuma, que poseen rasgos animales y una fuerza formidable, y los Hyuma, que poseen aptitudes mágicas limitadas. Después de ser rescatados por una Byuma llamada Winona y su hija élfica adoptiva Lyrule, el grupo decide pagarle a la gente de Elm Village utilizando sus habilidades y conocimientos avanzados para revolucionar la aldea y su cultura.

## Personajes
Tsukasa Mikogami (御子神 司 Mikogami Tsukasa?)
 Seiyū: Yūsuke Kobayashi (actor de voz)
Lyrule (リルル Riruru?)
 Seiyū: Yūki Kuwahara
Ringo Ōhoshi (大星 林檎 Ōhoshi Ringo?)
 Seiyū: Rina Hidaka
Shinobu Sarutobi (猿飛 忍 Sarutobi Shinobu?)
 Seiyū: Natsumi Hioka
Keine Kanzaki (神崎 桂音 Kanzaki Keine?)
 Seiyū: Hisako Kanemoto
Aoi Ichijō (一条 葵 Ichijō Aoi?)
 Seiyū: Sayaka Kaneko
Príncipe Akatsuki (プリンス 暁 Purinsu Akatsuki?)
 Seiyū: Shizuka Ishigami
Masato Sanada (真田 勝人 Sanada Masato?)
 Seiyū: Junji Majima
Winona (ウィノナ?)
 Seiyū: Mai Nakahara
Elch (エルク Eruku?)
 Seiyū: Hiro Shimono
Roo (ルー Rū?)
 Seiyū: Chinami Hashimoto
Jeanne du Leblanc (ジャンヌ・ド・ルブラン Jannu do Ruburan?)
 Seiyū: Sayaka Senbongi
Oslo El Gustav (オスロー・エル・ギュスターヴ Osurō Eru Gusutāvu?)
 Seiyū: Jouji Nakata
Zest Do Bernard (ゼスト・バーナード Zesuto bānādo?)
 Seiyū: Masaaki Mizunaka

## Contenido de la obra

### Novela ligera
Las novelas fueron escritas por Riku Misora e ilustradas por Sacraneco. SB Creative publicó diez volúmenes bajo su sello GA Bunko entre octubre de 2015 y febrero de 2020.

### Manga
Una adaptación a manga, dibujada por Kōtarō Yamada, ha sido pre-publicada en la revista de pre-publicación de manga seinen Young Gangan desde su lanzamiento el 6 de mayo de 2016. Los capítulos han sido recopilados y editados en formato tankōbon por Square Enix con el primer volumen. lanzado en octubre de 2016; la serie tiene diez volúmenes de tankōbon hasta la fecha.
En Norteamérica, la editorial Yen Press publica la versión en inglés del manga desde octubre de 2018.

### Anime
GA Bunko anunció una adaptación de la serie de televisión de anime el 13 de marzo de 2019. La serie está animada por Project No.9 y dirigida por Shinsuke Yanagi, con Deko Akao a cargo de la composición de la serie y Akane Yano diseñando los personajes. Hiromi Mizutani está componiendo la música de la serie. Se emitió del 3 de octubre al 19 de diciembre de 2019 en Tokyo MX, AT-X y BS Fuji. DIALOGUE+ interpretó el tema de apertura de la serie "Hajimete no Kakumei", mientras que Akari Kitō interpretó el tema de cierre de la serie "Dear My Distance". Crunchyroll ha obtenido la licencia de la serie.